# Estación Woodlands Checkpoint
Woodlands Train Checkpoint (abreviada como WTCP y también conocida como Woodlands CIQ) es una estación de ferrocarril y un puesto de control fronterizo en Woodlands, Singapur. El ferrocarril es operado por el operador ferroviario de Malasia Keretapi Tanah Melayu (KTM).

## Historia
Construido entre 1992 y 1997, Woodlands Train Checkpoint se abrió el 1 de agosto de 1998 como la instalación de control fronterizo de Singapur para pasajeros ferroviarios. En ese momento no había instalaciones de embarque, ya que los pasajeros en dirección norte que se dirigían hacia Malasia debían pasar por la Aduana e Inmigración de Malasia en la estación de ferrocarril Tanjong Pagar en el centro de Singapur, y los trenes en dirección norte se detuvieron en Woodlands Train Checkpoint para los controles de inmigración de Singapur. Sin embargo, los pasajeros hacia el sur podrían desembarcar después de pasar la Aduana e Inmigración de Singapur en el puesto de control de trenes de Woodlands, ya que ya habían despachado la inmigración de Malasia en la estación de ferrocarril de Johor Bahru.
Desde el 1 de julio de 2011, Woodlands Train Checkpoint ha sido la terminal sur del servicio KTM Intercity. Esto siguió a un acuerdo entre Malasia y Singapur para cerrar la estación de ferrocarril Tanjong Pagar. Los pasajeros en dirección norte despejan la Oficina de Inmigración de Singapur y Aduanas e Inmigración de Malasia en Woodlands Train Checkpoint antes de abordar el tren hacia Malasia, mientras que los pasajeros en dirección sur despejan la inmigración de Malasia en la estación de trenes Johor Bahru Sentral, y la Oficina de Aduanas e Inmigración de Singapur en Woodlands Train Checkpoint.
El planeado Sistema de Tránsito Rápido Johor Bahru – Singapur reemplazará los servicios de trenes lanzadera al Woodlands Train Checkpoint para 2024.